# Роднинство
Роднинските връзки (или роднинство) са отношенията между хората, основани върху произхода на дадено лице от друго лице (пряко роднинство) или на различни лица от общ родител (непряко роднинство), както и върху брачни семейни отношения. Хората, свързани помежду си с роднински връзки, се наричат роднини.

## Видове и колена роднинство
Има 2 вида роднинство:
- кръвно (биологическо), определено от генетичния произход, и
- социално, представляващо приета от обществото система от некръвни роднински връзки, особено чрез брак.

Коляно се нарича връзката (кръвна или по сватовство) между поколения, като между съседните поколения се нарича „връзка от 1-во коляно“. Пример за кръвна връзка от 4-то коляно (до което включително в България не е разрешен граждански брак) е следната верига от връзки:
- 0-во коляно: син
- 1-во коляно: баща
- 2-ро коляно: баба и дядо (по баща)
- 3-то коляно: чичо (брат на бащата)
- 4-то коляно: първа братовчедка (дъщеря на чичото).

## Връзки по кръв (произход)

### Родители
„Родители“ е названието на преките предци на човек. Ако е осиновен, тогава той има осиновители. Прави се разлика и между биологични и юридически родители. В случай на осиновяване биологическите родители най-често са неизвестни, докато осиновителите стават родители в юридическия смисъл на думата. Думата „родител“ съществува и в единствено число и се употребява и за двата пола.
В масовия случай на човек с биологични родители всеки човек има:
- Майка – родител от женски пол.
- Баща – родител от мъжки пол.

### Баби и дядовци
На български не съществува обща дума за родителите на родителите. Затова събирателно те се наричат баба и дядо.
- Баба се нарича майката на родител.
- Дядо се нарича бащата на родител.
- Прабаба се нарича майката на баба/дядо.
- Прадядо се нарича бащата на баба/дядо.

### Деца
- Син се нарича детето от мъжки пол.
- Дъщеря се нарича детето от женски пол.

### Внуци
- Внук се нарича синът на дете.
- Внучка се нарича дъщерята на дете.
- Правнук се нарича синът на внук/внучка.
- Правнучка се нарича дъщерята на внук/внучка.

### Между деца
- Брат се нарича друго дете от мъжки пол от общ родител. Батко/бате се нарича по-голям брат.
- Сестра се нарича друго дете от женски пол от общ родител. Кака (звателна форма „како“) се нарича по-голяма сестра.

## Връзки по сватовство (брак)

### Брачен партньор
- Съпруг се нарича брачният партньор от мъжки пол.
- Съпруга се нарича брачният партньор от женски пол.

### Родители на брачния партньор
- Тъст се нарича бащата на съпругата; среща се регионално дядо, дедо и бабалък.
- Тъща се нарича майката на съпругата; среща се регионално баба.
- Свекър се нарича бащата на съпруга; среща се регионално татко.
- Свекърва се нарича майката на съпруга; среща се регионално майка.

### Брачен партньор на детето, внукът, внучката, брат, сестра
- Зет се нарича съпругът на дъщерята, внучката, сестрата.
- Снаха се нарича съпругата на сина, внука, брата.

### Сватове
- Сват се нарича бащата на брачния партньор на другия брачен партньор.
- Сватя се нарича майката на брачния партньор на детето (сватица – диалект, остарял говор и македонска литературна норма).

## По-далечни връзки

### Към старши поколения
- Чичо (в някои райони – стрико) се нарича братът на бащата – или (разширено) по-старши по коляно роднина от мъжки пол. Леля се нарича сестрата на бащата или майката – или (разширено) по-старша по коляно роднина от женски пол.
- Вуйчо се нарича братът на майката – или (в някои краища) съпругът на лелята.
- Тетка (има регионална употреба) или леля се нарича сестрата на майката. Т.е. леля може да бъде сестра на майката или на бащата.
- Стринка (чинка) се нарича съпругата на бащин брат (т.е. на чичото, стрикото). Калеко (в Западна България – лелин, лелинчо) се нарича съпругът на бащина сестра (т.е. на лелята). Вуйна (уйна, учинайка) се нарича съпругата на майчин брат (т.е. на вуйчото). Тетин (също тетинчо, свако или калеко), като тетин и тетинчо имат регионална употреба, се нарича съпругът на майчина сестра (т.е. на тетката/лелята). Свако се нарича съпругът на майчина или бащина сестра, т.е. има същото значение като калеко, лелинчо и тетинчо. Среща се главно в Източна България. Струец се нарича съпругът на сестрата към брат ѝ.
- Дедичо се нарича брат на бабата или дядото, или съпруг на сестрата на бабата или дядото.
- Бабеля се нарича сестра на бабата или дядото, или съпруга на брата на бабата или дядото.

### Към младши поколения
- Племенник се нарича синът на свой/я (или на съпруга/съпругата) брат/сестра.
- Племенничка/племенница се нарича дъщерята на свой/я (или на съпруга/съпругата) брат/сестра.
- Племенук, племенучка или племенуче се нарича внук, внучка или внуче на брат или сестра, или внук, внучка или внуче на брат или сестра на съпруг/съпруга.

### Към успоредни поколения
- Братовчед се нарича успореден по коляно роднина от мъжки пол.
  - Първи братовчед се нарича синът на брат/сестра на родител.
  - Втори братовчед се нарича синът на първи/а братовчед/ка на родител.
- Братовчедка се нарича успоредна по коляно роднина от женски пол.
  - Първа братовчедка се нарича дъщерята на брат/сестра на родител.
  - Втора братовчедка се нарича дъщерята на първи/а братовчед/ка на родител.
- Девер се нарича братът на съпруга.
- Етърва се нарича съпругата на девера – на двама братя съпругите една на друга са етърви.
- Шурей или шура се нарича братът на съпругата.
- Шуренайка или шуринайкя е съпругата на шурея (съпругата на брата на съпругата).
- Балдъза се нарича сестрата на съпругата.
- Баджанак се нарича съпругът на балдъзата – на две сестри съпрузите един на друг са баджанаци.
- Зълва се нарича сестрата на съпруга.
- Зълвеник се нарича съпругът на зълвата (съпругът на сестрата на съпруга).